# Jaroslav Petr (grafik)
Jaroslav Petr (25. května 1954 Prostějov – 19. května 2023) byl český grafik, ilustrátor, heraldik a vexilolog.

## Studium a zaměstnání
Po absolvování základní školy v Plumlově vystudoval Střední školu uměleckých řemesel v Brně (grafika u prof. Dalibora a Ivana Chatrného). Pracoval jako strojní zámečník, starší letecký mechanik, ofsetový tiskař, propagační grafik – výstavnictví, učitel na LŠU a Soukromé střední škole pro management a marketing.

## Dílo
Od roku 1992 pracoval jako organizátor GALERIE 27 v Mikulově, kde se uskutečnilo mnoho setkání i mezinárodního charakteru pro výstavy i odborné akademie letních výtvarných škol s dětmi a mládeží v oblasti výtvarného umění, grafiky, historie, fotografie, ilustrace aj. Je autorem návrhů a realizací (tři desítky) znaků a praporů pro obce a města nejen České republiky (např. Horních Věstonic).
K jeho významným autorským počinům patří kompletní heraldická realizace znaku, praporu i slavnostní varianty spolu s žerdí – osazené drahými kameny a klenotem – pro Jihomoravský kraj.
Vytvořil na tři desítky autorské grafiky (v nákladu 100–120 kusů) realizací pamětních listů pro města a obce s historií, heraldikou, nejčastěji technikou suché jehly, akvatinty, leptu a rytiny.

## Samostatné výstavy
- Berlín 1991 SRN, Otto Nagel
- Míšeň 1991 SRN
- Mikulov 1992 Československo
- Poysdorf 1992 Rakousko
- Halle 1993, Hochschule für Kunst SRN
- Vídeň 2010 Rakousko (České centrum) [4]

## Ocenění
- Portland art Muzeum Oregon, USA – 1997, mezinárodní výstava – postup do 3. nejužšího výběru
- reprezentace České grafiky Osaka trienále, Japonsko 2001